# First Vienna FC
O First Vienna FC, apelido Vienna, é o clube de futebol austríaco mais antigo, sediado no bairro Döbling de Viena, fundado no dia 22 de agosto de 1894. Seu estádio é o Hohe-Warte-Stadion que tinha uma capacidade de 85.000 pessoas na década de 1930.
Um dos clubes mais importantes da história do futebol austríaco, a Vienna sofria o primeiro rebaixamento da primeira divisão desde 1919 em 1968.  Entre 2002 e 2009 jogou na terceira divisão Áustria Regional League.

## Títulos
| INTERNACIONAIS       | INTERNACIONAIS                    | INTERNACIONAIS | INTERNACIONAIS                                        |
|                      | Competição                        | Títulos        | Temporadas                                            |
| -------------------- | --------------------------------- | -------------- | ----------------------------------------------------- |
|                      | Copa Mitropa                      | 1              | 1931                                                  |
| NACIONAIS            |                                   |                |                                                       |
|                      | Competição                        | Títulos        | Temporadas                                            |
|                      | Campeonato Austríaco              | 6              | 1930–31, 1932–33, 1941–42, 1942–43, 1943–44 e 1954–55 |
|                      | Copa da Áustria de Futebol        | 3              | 1929-30, 1930-31 e 1936-37                            |
|                      | Campeonato Austríaco - 3ª Divisão | 3              | 2008-09, 2016-17 e 2021-22                            |
| NACIONAIS - ALEMANHA |                                   |                |                                                       |
|                      | Competição                        | Títulos        | Temporadas                                            |
|                      | Copa da Alemanha                  | 1              | 1942-43.(1)                                           |

Outros
- Challenge Cup: 1899, 1900, 1902
- Copa da Liberação: 1946, 1947

## Ídolos
Até 1947
- Otto Fischer
- Karl Decker
- Josef Uridil

Após 1947
- Hans Krankl
- Andreas Herzog
- Mario Kempes

### Artilheiros na primeira divisão
- 1944: Karl Decker, 25 gols
- 1950: Karl Decker, 37 gols
- 1956: Hans Buzek, 44 gols